# Вознесенская церковь (Фёдоровское)

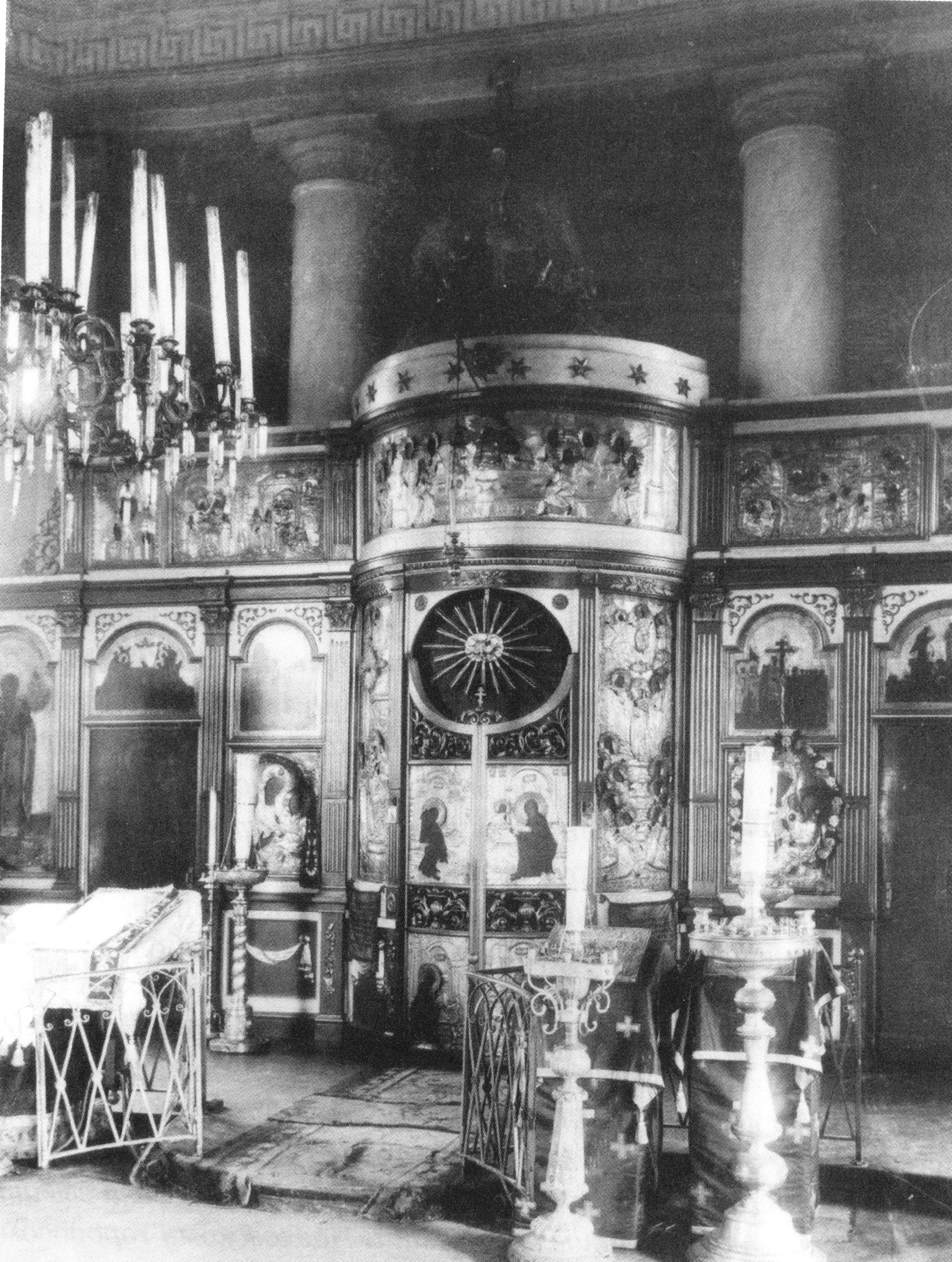
Иконостас церкви

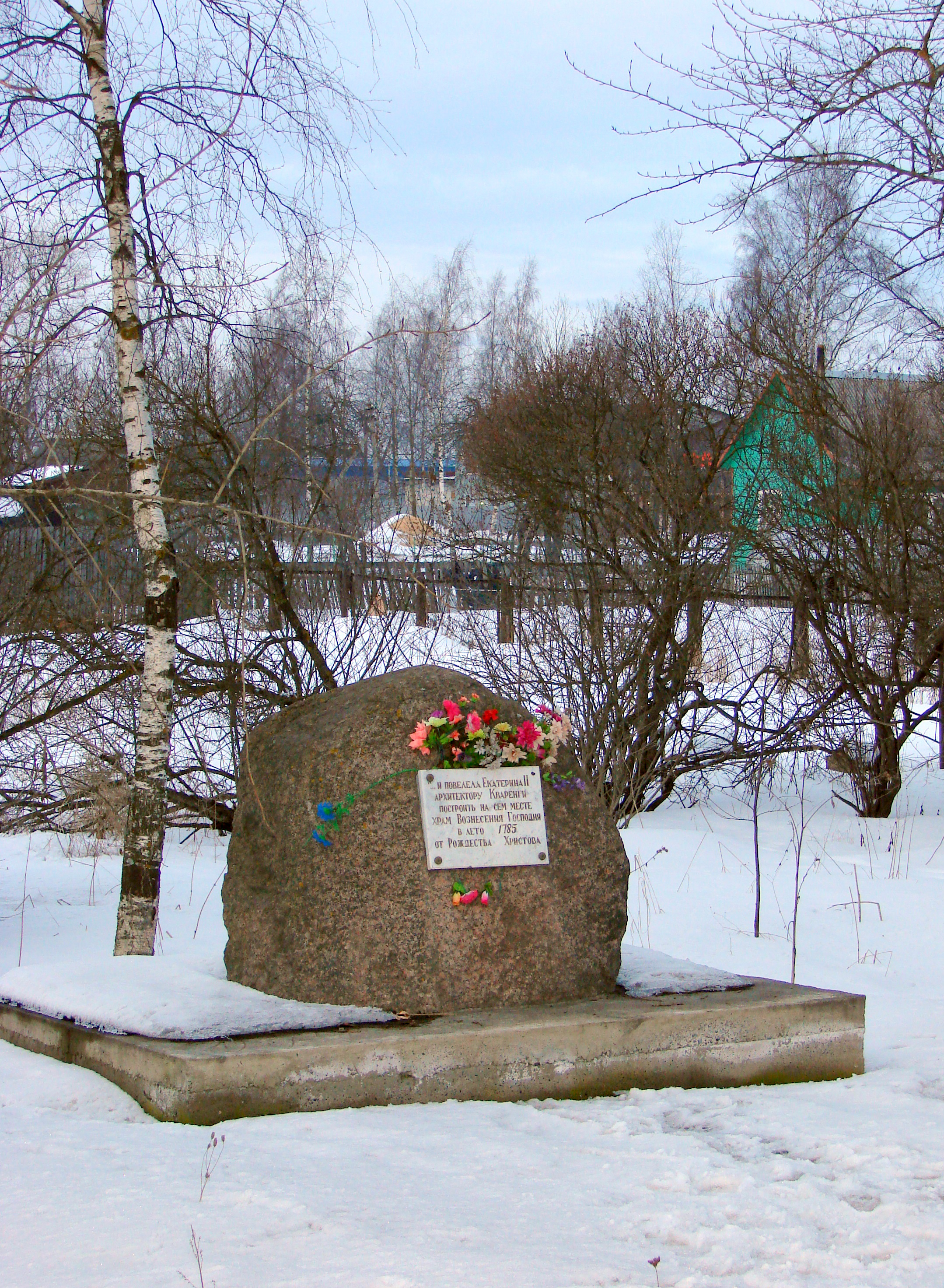
Памятный камень на месте разрушенной церкви

Це́рковь Вознесе́ния Госпо́дня — ныне несуществующий православный храм в Фёдоровском (бывший Феодоровском посаде).

## История
Каменная церковь была заложена 11 (20) июня 1783 года благочинным священником Стефаном Ивановым по указу императрицы Екатерины II. Храм строился по проекту архитектора Д. Кваренги. 4 (15) декабря 1785 года церковь была освящена благочинным священником Иоанном Григорьевым в честь Вознесения Господня.
9 (21) мая 1821 года в Феодоровском посаде произошёл пожар, в результате которого было уничтожено практически всё поселение. Храм, будучи каменным, пострадал частично. Вскоре крестьян посетила императрица Мария Фёдоровна, которая, среди прочего, приказала Павловскому городовому управлению возобновить церковь. Восстановленный храм был освящён 22 июля (3 августа) 1821 года благочинным, настоятелем царскосельской Знаменской церкви священником Петром Николаевым.
В августе 1922 года местные жители собрали и сдали в Детскосельский уфинотдел 14 фунтов серебряных изделий, которые были приняты властями в обмен на разрешение оставить в храме серебряные богослужебные предметы и ризы с икон.
В 1930-е годы храм был закрыт, но, как памятник архитектуры XVIII века, не был разрушен. Помещение церкви использовалось под клуб и кинозал. Своды купола были зашиты досками, поскольку роспись проступала наружу после всех попыток закрасить.
Здание храма было частично разрушено при контрнаступлении советских войск в январе 1944 года. В 1948 году её остатки были окончательно разобраны. Бутовый камень из фундамента использовался при возведении новых домов.
Летом 2002 года рядом с местом церкви был установлен памятный камень.

## Архитектура, убранство
Храм был построен в стиле классицизма. Церковь была небольшой, восьмигранной в плане с одним плоским куполом, невысокой колокольней и прямоугольной апсидой.
В храм вели три входа — центральный и два боковых. Центральный вход в храм был оформлен в виде портика с фронтоном, который опирался на 4 дорические колонны. Под фронтоном была расположена надпись «Благословен грядый во имя Господне». Над портиком находилась колокольня в виде квадратной ротонды.
Алтарную часть оформлял невысокий деревянный полукруглый трёхъярусный иконостас в стиле ампир тёмно-синего цвета. Образы иконостаса были написаны в древнерусском стиле, оклады отсутствовали.
Главной святыней, почитаемой чудотворной, была украшенная серебряной ризой икона святителя Николая Чудотворца, помещённая в киот из красного дерева. С образом связано следующее предание: однажды церковный староста Иван Никитич Сухов устроил для иконы новый киот. Однако он оказался мал, и староста решил подпилить образ. В результате в тот же день пострадал от пожара, а в следующем году лишился рассудка. Кроме того, пожар 9 (21) мая 1821 года также объясняли недостаточным почитанием образа.
Среди других икон:
- Казанская икона Божией Матери, поднесённая крестьянам посада императрицей Марией Федоровной.
- Храмовый образ Вознесения Господня, украшенный серебряной ризой и помещённый в большой киот.

В храме хранились старинные облачения, пожертвованные лично императрицами Екатериной II, Марией Фёдоровной и великим князем Михаилом Павловичем.
Звон состоял из шести медных колоколов. Вес главного составлял 59 пудов 23 фунта.
До ноября 1827 года рядом с храмом производились захоронения. Затем их стали совершать на новом кладбище на окраине посада.

## Территория прихода
В начале XX века в приход входили:
- Фёдоровский посад,
- Аннолово,
- Пабузи,
- Райколово,
- Самсоновка,
- Старая Мыза,
- Чёрная Речка. Здесь в 1888 году была построена деревянная часовня.

До 1841 года к приходу относилось и село Ям-Ижора с часовней.
Крестные ходы производились в посаде 9 мая (в память пожара 1821 года) и 26 июля (в память спасения от эпидемии холеры); в Чёрной Речке — 29 июня (в день свв. Петра и Павла) и 1 октября (на Покров Пресвятой Богородицы).

## Духовенство
| Настоятели церкви                                | Настоятели церкви                                           |
| Даты                                             | Настоятель                                                  |
| ------------------------------------------------ | ----------------------------------------------------------- |
| 1 (12) декабря 1785 — 21 января (1 февраля) 1797 | священник Симеон Яковлев (… — после 1824)                   |
| 1797— 16 (28) января 1813                        | священник Антоний Иванович Рубцов (…-1813)                  |
| 1813—1816                                        | священник Пётр Лавров                                       |
| май 1817—1818                                    | священник Пётр Николаевич Николаев (1790—1843)              |
| 1818—1828                                        | священник Феодор Петров                                     |
| 1828—1855                                        | священник Пётр Щукин                                        |
| 1855 — 13 апреля (12 мая) 1864                   | священник Василий Фаворский (…-1864)                        |
| 1864—1879                                        | священник Пётр Силин                                        |
| … — 29 августа (10 сентября) 1881                | священник Гавриил Чистосердов (…-1881)                      |
| 1881 — 28 апреля (11 мая) 1917                   | протоиерей Константин Васильевич Сампсоньевский (1855—1917) |
| 10 (23) мая 1917 — …                             | священник Владимир Константинович Демидов (1892—…)          |
| … — после 1922                                   | священник Александр Кириллович Ухабов (…-после 1935)        |